# 联合国安全理事会常任理事国

聯合國安理會常任理事國

联合国安全理事会常任理事国（英語：Permanent members of the United Nations Security Council），也被稱為五常（英語：或P5）、五大國（英語：Big Five），是指聯合國安全理事會中的常任成員，即中国、法国、俄罗斯、英国及美国。其中，中國、法国和俄罗斯的代表政權曾有所改變：中國原由中華民國所代表、俄羅斯原由蘇維埃社會主義共和國聯盟代表、法国原由临时政府和第四共和国代表。
上述五國皆是聯合國的創始成員國，亦是二戰時期同盟國中的主要成員。五個常任理事國除了對安全理事會的非程序性決議案擁有否決權，亦可以對任何聯合國憲章的修正案行使否決權。

## 歷史

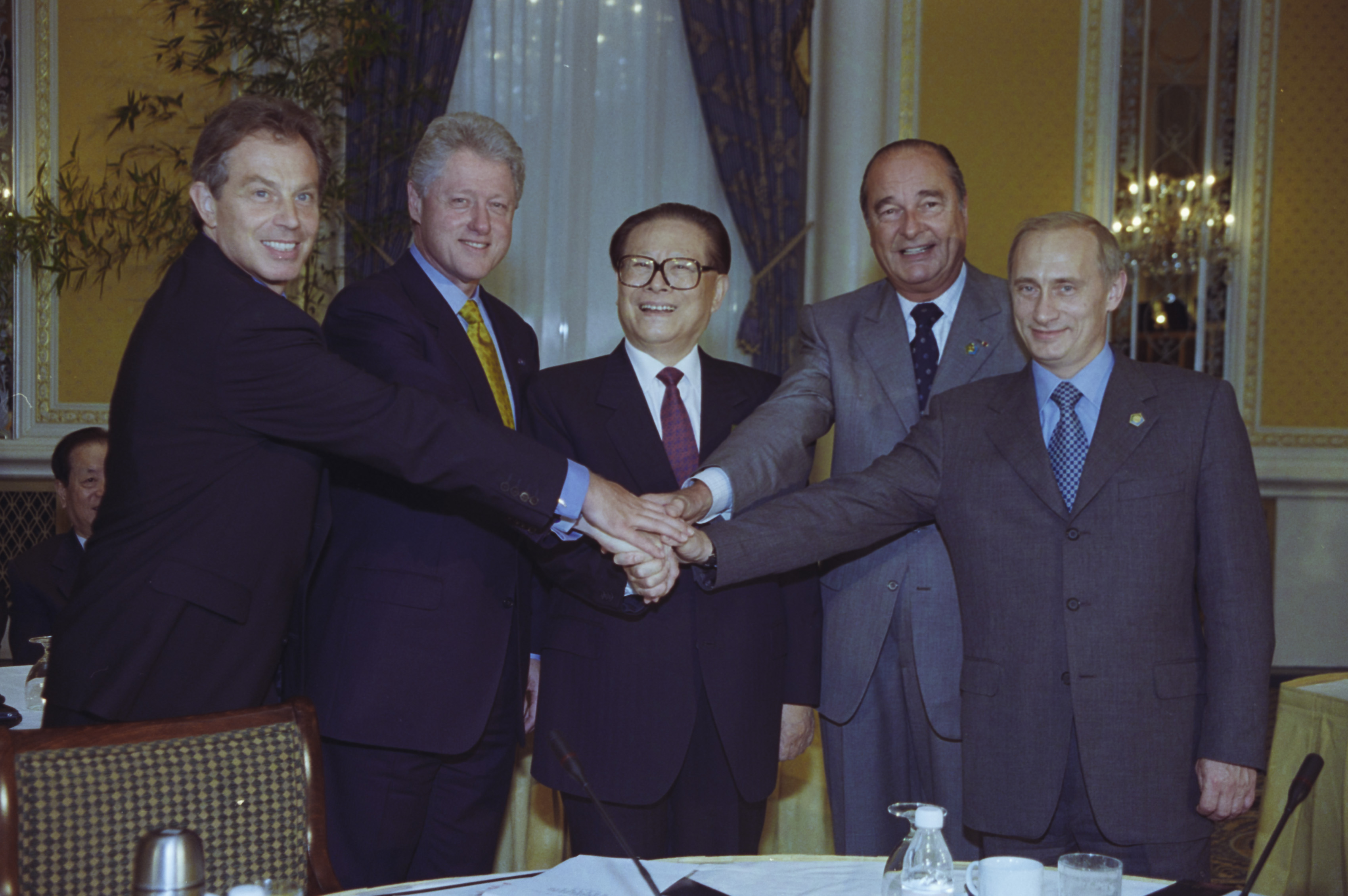
2000年，五個常任理事國領導人在峰會上。從左至右：英國首相東尼·布萊爾、美國總統比爾·柯林頓、中國國家主席江澤民、法國總統賈克·席哈克和俄羅斯總統弗拉迪米爾·普丁

1945年在舊金山會議中，確立安理會五個常任理事國分別是法國、中華民國、蘇聯、英國和美國。自那以後發生了兩次席位變動，尽管这些变动没有反映在《聯合國憲章》第23條中，因為它沒有進行相應的修改：
- 中國的席位最初由中華民國的國民政府代表，第二次國共內戰中行憲改組為中華民國政府，並於1949年退遷台灣，中國共產黨控制了中國大陸，1949年中華人民共和國中央人民政府成立。1971年，聯合國大會第2758號決議通過，中華人民共和國政府取代中華民國政府成為中國在聯合國的合法代表，包括其在安理會的席位。[4]中華民國政府和中華人民共和國政府繼續聲稱對整個中國（包括台灣）的法理主權。[5][6][7]然而，正式承認中華民國政府的聯合國會員國在多數時間逐漸減少。
- 1991年蘇聯解體後，俄羅斯被承認為蘇聯的合法繼承國，包括其在安理會的席位。

此外，法國於1946年將臨時政府改革為法蘭西第四共和國，後來於1958年改革為法蘭西第五共和國，兩者都在戴高樂的領導下保留了法國的席位，因為其國際地位或承認沒有變化，儘管法蘭西共同體內的許多海外屬地最終獨立。
安理會五個常任理事國是二戰中的战胜国，自那時以來一直保持着世界上最強大的軍事力量。它们每年都与印度和德国一起在各國國防預算列表上名列前茅；2011年，它們在國防上的總支出超過1萬億美元，佔全球軍費開支的60%以上（僅美國就佔40%以上）。它們也是世界前十大武器出口國之一，是僅有的五個被《核武禁擴條約》正式承認為“核武器國家”的國家，尽管还有其他已知或认为拥有核武器的国家。

## 常任理事國成員
| 国家   | 现代表                                  | 前代表                                                            | 现任主要领导人                                                  | 现任常驻联合国代表     |
| ------ | --------------------------------------- | ----------------------------------------------------------------- | --------------------------------------------------------------- | ---------------------- |
| 中國   | 中华人民共和国（1971–现今）             | 中華民國（1945–1971）                                             | 中共中央总书记、国家主席、中央军委主席：习近平 国务院总理：李強 | 傅聪                   |
| 法國   | 法蘭西第五共和國（1958–現今）           | 法蘭西共和國臨時政府（1945–1946） · 法兰西第四共和国（1946–1958） | 总统： 总理：弗朗索瓦·贝鲁                                      | 尼古拉·德里维埃        |
| 俄羅斯 | 俄羅斯聯邦（1991–现今）                 | 苏维埃社会主义共和国联盟（1945–1991）                             | 总统： 总理：米哈伊尔·米舒斯京                                  | 瓦西里·涅边贾          |
| 英國   | 大不列顛及北愛爾蘭聯合王國（1945–现今） | 無                                                                | 君主： 首相：                                                   | 吴百纳                 |
| 美國   | 美利坚合众国（1945–现今）               | 無                                                                | 总统：唐纳德·特朗普 副总统：J·D·万斯                            | 琳达·托马斯-格林菲尔德 |

## 擴展提議

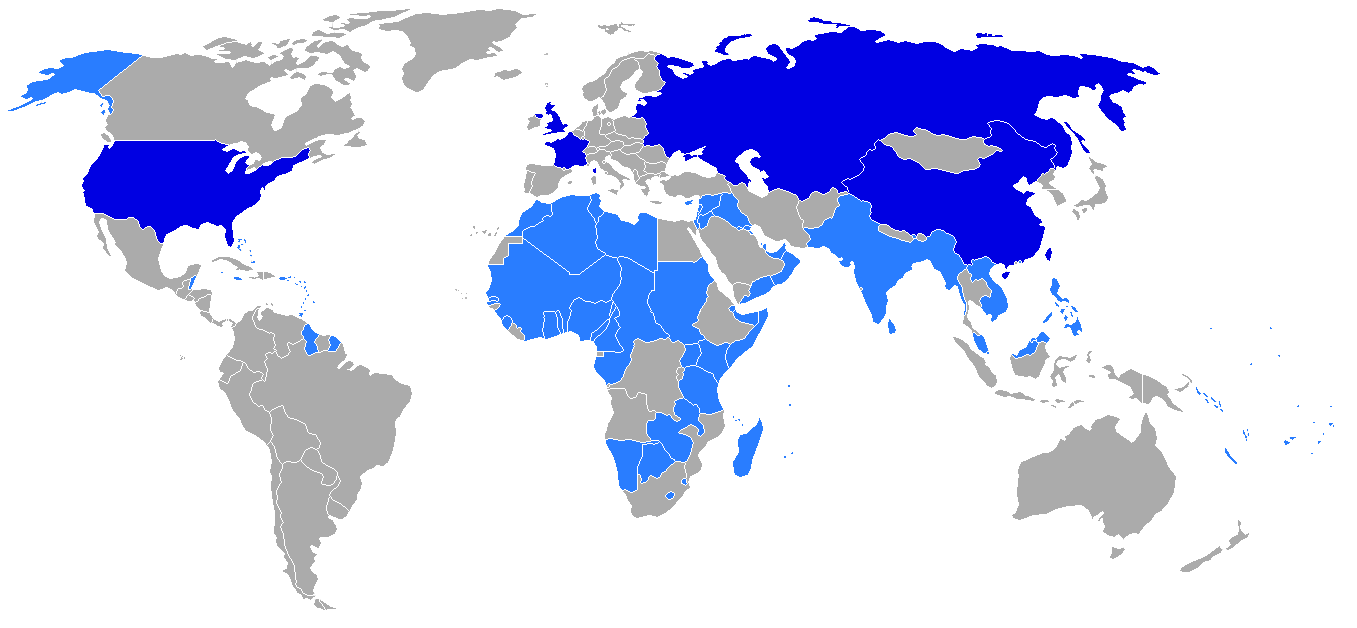
1945年聯合國成立時五個常任理事國的領土及所轄殖民地

企图争取成为常任理事国的四國聯盟成员

2004年，日本、德國、印度及巴西組成「四國聯盟」，藉由安理會改造的機會積極爭取成為常任理事國，但四國聯盟却遭遇到了不小的阻力。例如中國、韓國、朝鮮反對日本，法國、英國、美國、意大利反對德國，中國、巴基斯坦反對印度，墨西哥、阿根廷反對巴西，而美國雖然支持日本成為常任理事國，但反對日本、德國、印度及巴西擁有“否決權”。此后，德日印巴四國讓步，提出爭取六個無否決權的常任理事國議席，四個歸屬德日印巴，其餘兩個給與兩個非洲國家。但是由於非洲國家一直在爭取可拥有否決權的常任理事國的成员资格，故難以獲非洲國家支持。新增常任理事國方案最終不獲通過。
2007年2月，日本再次計劃與印度、巴西和德國一起組成「四國聯盟」，繼續爭取成為聯合國安理會常任理事國。而意大利等國發起的「咖啡俱樂部」一直反對擴充常任理事國的名額。

## 常任理事国的否决权
《联合国宪章》有关安理会的章节中对“否决权”并无明确规定，但规定了“凡非程序性决议案，必须得到安理会15个理事国中至少9票以上赞成，并且5个常任理事国中没有一国投反对票才能通过”，通常将常任理事国对提案投反对票的行为称为“行使否决权”。联合国历史上首度行使否决权是在1946年2月16日，当时的苏联在叙利亚、黎巴嫩问题的一次表决中投下了反对票。
冷战期间，美国和苏联为了各自的战略利益，频繁动用否决权否决对方集团提出的议案。兩国曾动用逾100次的否决权。
冷战结束后，部分联合国成员国希望改革安理会否决权，认为应当限制常任理事国动用否决权，但因中美俄三国反对而未能成功。

## 领导人

### 现任领导人
以下是截至截至2025年代表联合国安全理事会常任理事国的国家元首或政府首脑：

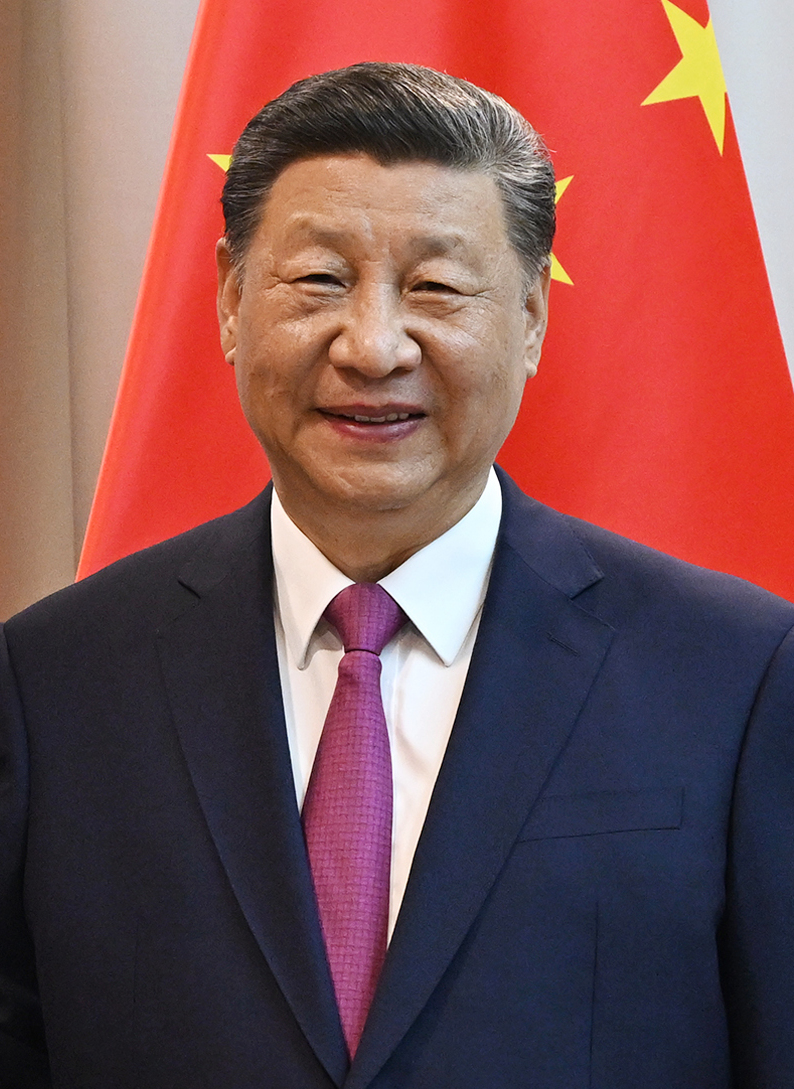
习近平 中国最高领导人 自2012年11月15日起[a]
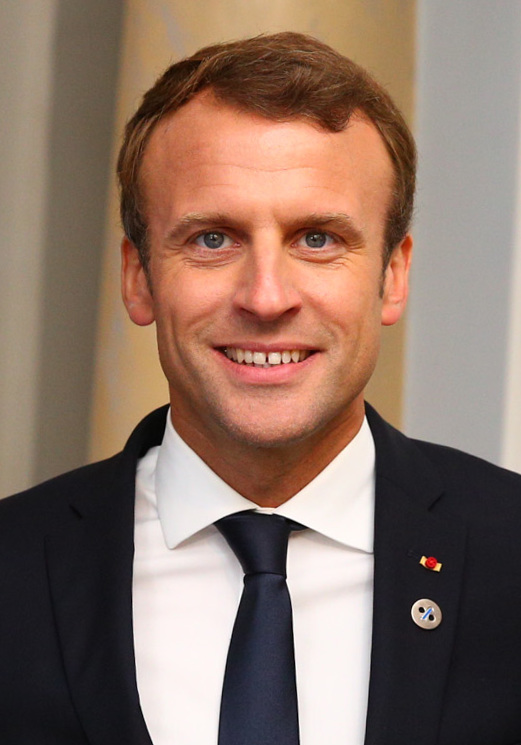
埃马纽埃尔·马克龙 法兰西共和国总统 自2017年5月14日起
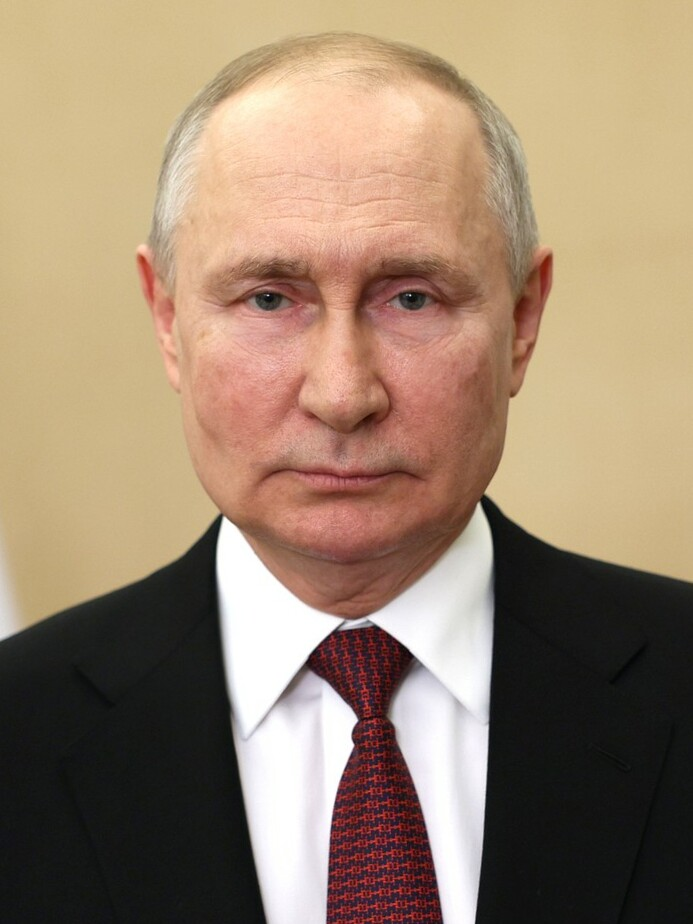
弗拉基米尔·普京 俄罗斯联邦总统 自2012年5月7日起[b]
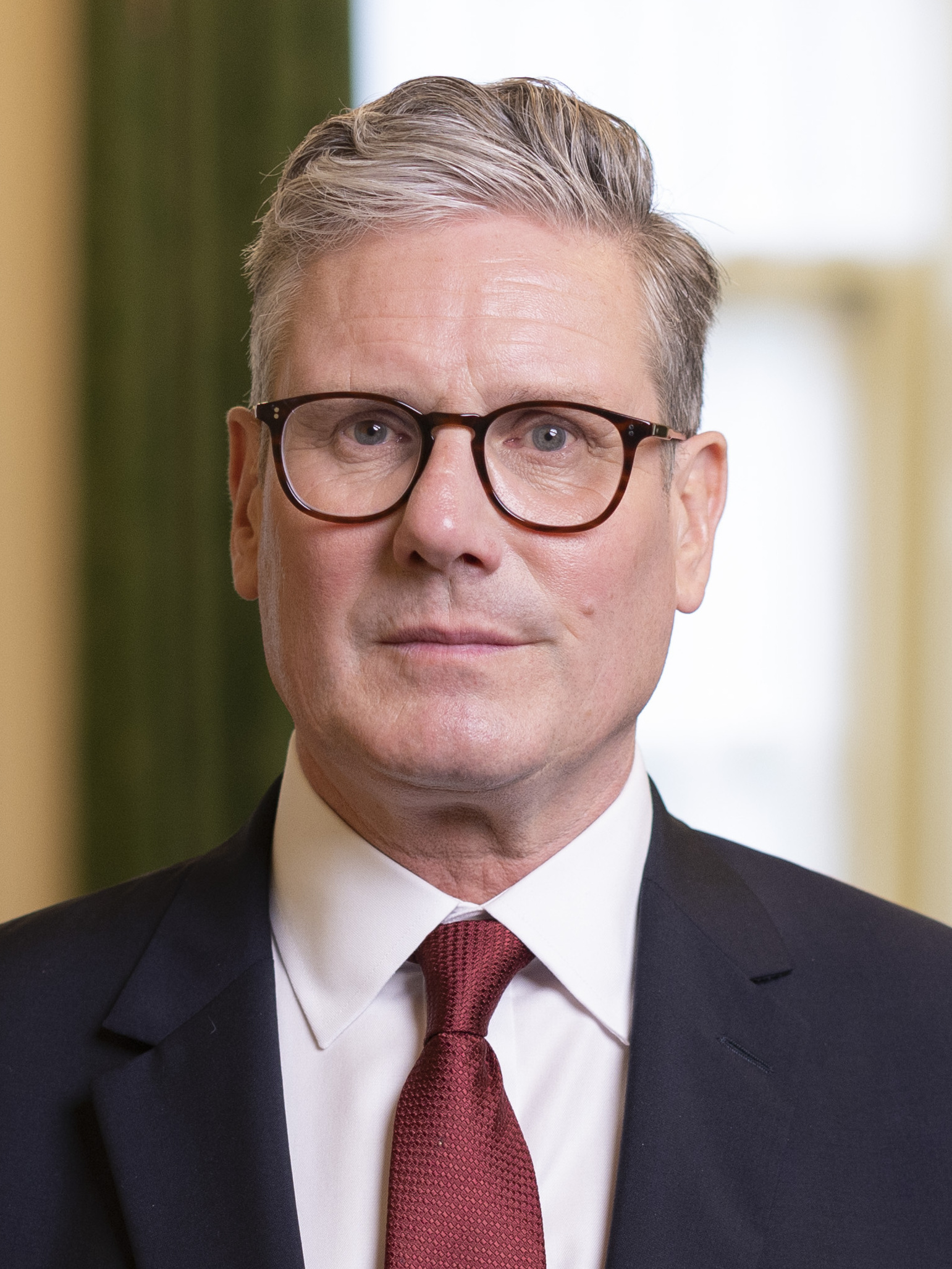
基尔·斯塔默 大不列颠及北爱尔兰联合王国首相 自2024年7月5日起
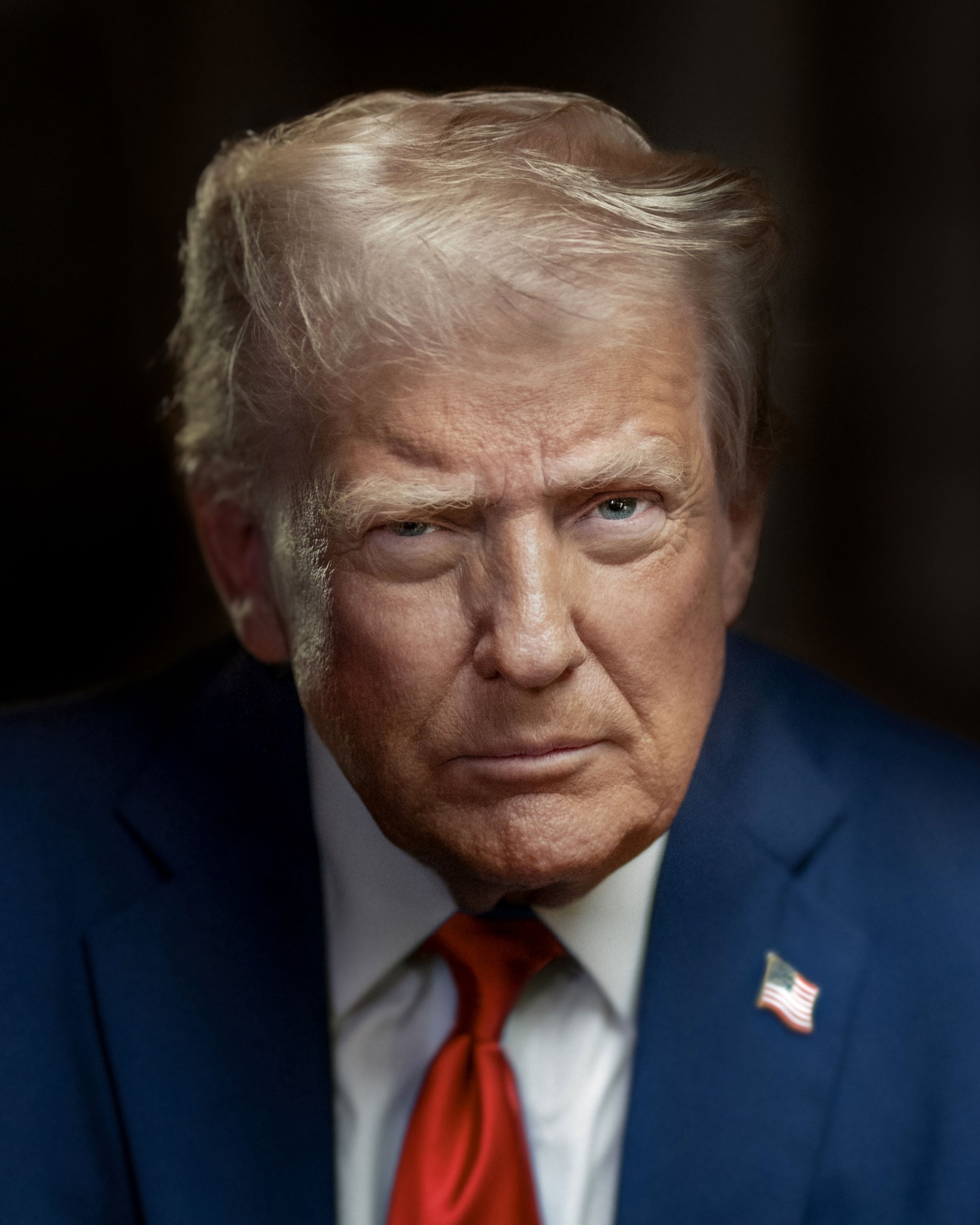
唐纳德·特朗普 美利坚合众国总统 自2025年1月20日起

## 国情比较
| 全称                  | 中华人民共和国                                               | 俄罗斯联邦                                                         | 美利坚合众国                                 | 大不列颠及北爱尔兰联合王国             | 法兰西共和国                         |
| 简称                  | 中国                                                         | 俄羅斯                                                             | 美国                                         | 英国                                   | 法國                                 |
| --------------------- | ------------------------------------------------------------ | ------------------------------------------------------------------ | -------------------------------------------- | -------------------------------------- | ------------------------------------ |
| 國旗                  |                                                              |                                                                    |                                              |                                        |                                      |
| 國徽                  |                                                              |                                                                    |                                              |                                        |                                      |
| 领土疆域              |                                                              |                                                                    |                                              |                                        |                                      |
| 一级行政区            | 省、自治区、直辖市、特别行政区（34）                         | 州、自治州、边疆区、自治区、直辖市、共和国（89）                   | 州、联邦特区、自治邦、属地（55）             | 构成国（4）                            | 大区、海外大区、领土集体、属国（25） |
| 领土面积              | 9,600,000平方千米，包括临海水（海）域领土                        | 17,124,442平方千米，包括临海水（海）域领土，包含克里米亚和塞瓦斯托波尔 | 9,631,420平方千米，包括临海水（海）域领土        | 262,210平方千米，包括临海水（海）域领土    | 643,801平方千米，包括临海水（海）域领土  |
| 人口                  | 14.03亿                                                      | 1.46亿（包含克里米亚和塞瓦斯托波尔）                               | 3.42亿（包含美国本土和阿拉斯加州和夏威夷州） | 0.68亿                                 | 0.68亿                               |
| 人口密度              | 150/平方                                                     | 9/平方                                                             | 33.66/平方                                   | 279.95/平方                            | 123.28/平方                          |
| 人口自然增长率        | 0.45%                                                        | 0.40%                                                              | 0.71%                                        | 0.58%                                  | 0.39%                                |
| 城市化率              | 64.7%                                                        | 74.8%                                                              | 83.3%                                        | 84.64%                                 | 81.78%                               |
| 首都                  | 北京市                                                       | 莫斯科市                                                           | 华盛顿特区                                   | 伦敦市                                 | 巴黎市                               |
| 政体                  | 社会主义共和制、一党执政                                     | 半总统制、一党独大                                                 | 总统共和制、三权分立                         | 议会制、君主立宪制                     | 共和制、半总统制                     |
| 政党制度              | 中国共产党领导的多党合作和政治协商制度（一党执政、多党合作） | 多党制下形成的一党独大（统一俄罗斯长期执政）                       | 多党制下形成的两党制                         | 多党制下形成的两党制                   | 多党制                               |
| 执政党                | 中国共产党                                                   | 统一俄罗斯                                                         | 共和黨                                       | 工黨                                   | 復興黨                               |
| 执政联盟              | 不適用                                                       | 全俄人民阵线                                                       | 不適用                                       | 劳工与合作党                           | 一起为了共和国                       |
| 执政党领袖            | 总书记：习近平                                               | 党主席：德米特里·梅德韦杰夫                                        | 主席：迈克尔·沃特利                          | 工党领袖：基尔·斯塔默                  | 秘书长：加布里埃尔·阿塔尔            |
| 选举管理机构          | 全国人民代表大会常务委员会                                   | 俄罗斯联邦中央选举委员会                                           | 联邦选举委员会                               | 英国选举委员会                         | 法国宪法委员会                       |
| 国家结构形式          | 单一制                                                       | 联邦制                                                             | 联邦制                                       | 单一制                                 | 单一制                               |
| 意识形态              | 马克思列宁主义、中国特色社会主义                             | 俄罗斯民族主义、资本主义                                           | 让美国再次伟大、共和主义、联邦主义、资本主义 | 君主立宪、资本主义                     | 欧洲一体化、资本主义                 |
| 开国领袖              | 毛泽东                                                       | 彼得大帝                                                           | 乔治·华盛顿                                  | 阿尔弗雷德大帝                         | 夏尔·戴高乐                          |
| 最高领导人            | 中共中央总书记：习近平                                       | 总统：弗拉基米尔·普京                                              | 总统：唐纳德·特朗普                          | 首相：基尔·斯塔默                      | 法国总统：埃马纽埃尔·马克龙          |
| 国家元首              | 国家主席：习近平                                             | 总统：弗拉基米尔·普京                                              | 总统：唐纳德·特朗普                          | 英国国王：查尔斯三世                   | 法国总统：埃马纽埃尔·马克龙          |
| 政府首脑              | 国务院总理：李强                                             | 总理：米哈伊尔·米舒斯京                                            | 总统：唐纳德·特朗普                          | 首相：基尔·斯塔默                      | 总理：弗朗索瓦·贝鲁                  |
| 最高立法機構          | 全國人民代表大會（包括常務委員會）                           | 俄罗斯联邦会议（联邦委员会和国家杜马）                             | 美国国会（参议院和众议院）                   | 英国国会（上议院和下议院）             | 法国议会（参议院和国民议会）         |
| 最高司法機構          | 最高人民法院                                                 | 联邦最高法院                                                       | 美国联邦最高法院                             | 英国最高法院                           | 法国最高法院                         |
| 官方语言              | 汉语                                                         | 俄语                                                               | 英语                                         | 英语                                   | 法语                                 |
| 宗教                  | 主要为无神论、无宗教或中国民间信仰，参见中国宗教             | 主要为基督宗教中的东正教，参见俄罗斯宗教                           | 主要为基督宗教中的基督新教，参见美国宗教     | 主要为基督宗教中的圣公会，参见英国宗教 | 主要为基督宗教中的天主教             |
| 民族                  | 参见中國民族列表                                             | 参见俄罗斯民族列表                                                 | 参见美国种族及民族                           | 盎格鲁-撒克逊人，参见英国人条目        | 法兰西人，参见法国人条目             |
| GDP（国际汇率）       | $17.73万亿（2021）                                           | $1.78万亿（2021）                                                  | $23.32万亿（2021）                           | $3.19万亿（2021）                      | $2.94万亿（2021）                    |
| 人均GDP（国际汇率）   | $12,551（2021）                                              | $11,654（2021）                                                    | $69,231 （2021）                             | $47,203 （2021）                       | $43,659 （2021）                     |
| GDP（购买力平价）     | $26.657万亿（2021）                                          | $4.328万亿（2021）                                                 | $23.59万亿（2021）                           | $3.54万亿（2021）                      | $3.65万亿（2021）                    |
| 人均GDP（购买力平价） | $20,800 （2021）                                             | $30,064 （2021）                                                   | $71,307 （2021）                             | $50,860 （2021）                       | $51,009 （2021）                     |
| GDP实际增长率         | 8.1%（2021）                                                 | 4.7%（2021）                                                       | 6.1%（2021）                                 | 6.5%（2021）                           | 6.8%（2021）                         |
| 基尼系数（貧富差距）  | 46.2（高）                                                   | 41.7（中）                                                         | 48.5（高）                                   | 32.9（中）                             | 35.1（中）                           |
| 人類發展指數          | 0.761（高）                                                  | 0.824（极高）                                                      | 0.926（极高）                                | 0.95（极高）                           | 0.91（极高）                         |
| 货币                  | 人民币（¥）                                                  | 卢布（₽）                                                          | 美元（＄）                                   | 英镑（￡）                             | 欧元（€）                            |
| 国防预算              | $2947亿（2022）                                              | $410亿（2021）                                                     | $7417亿（2021）                              | $684亿（2021）                         | $497亿（2021）                       |
| 武装部队人数          | 219万（2021）                                                | 101万（2021）                                                      | 140万（2021）                                | 19万（2021）                           | 27万（2021）                         |
| 劳动力                | 8.80亿（2021）                                               | 0.77亿（2021）                                                     | 1.64亿（2021）                               | 0.34亿（2021）                         | 0.31亿（2021）                       |
| 移动电话              | 16.08亿（2021）                                              | 2.56亿（2021）                                                     | 3.62亿 （2021）                              | 0.79亿（2021）                         | 0.71亿（2021）                       |
| 外交部                | 中华人民共和国外交部                                         | 俄罗斯联邦外交部                                                   | 美国国务院                                   | 英国外交部                             | 法国外交部                           |
| 外交部长              | 中央外事委员会办公室主任兼外交部长： 王毅                    | 俄罗斯外交部长： 谢尔盖·拉夫罗夫                                   | 美国国务卿： 马可·卢比奥                     | 外交、联邦和发展事务大臣: 大衛·拉米    | 法国外交部长： 让-诺埃尔·巴罗        |
| 护照                  | 中华人民共和国护照                                           | 俄罗斯护照                                                         | 美国护照                                     | 英国护照                               | 法国护照                             |

## 脚注
1. ↑  詳見聯合國大会2758號決議
2. ↑  中华人民共和国主席（国家主席）为名义上的国家元首，但中共中央总书记职务的排名和权力均在国家主席之上，单独担任国家主席职务不被视为最高领导人。
3. ↑  一党执政下的中国共产党总书记地位在国家元首之上，权力也高於政府首脑。习近平的头衔依官方次序为“中共中央总书记、国家主席、中央军委主席”。
4. ↑  俄罗斯总统兼任国务委员会主席和国家安全会议主席，并担任武装力量最高统帅。
5. ↑  美国总统作为国家元首兼任政府首脑和担任国家安全委员会主席，并担任武装力量最高统帅。